# 防弹皮肤
防弹皮肤，是可以抵挡子弹的人造皮肤。最先由荷兰科学家制成，使用蜘蛛丝和山羊乳研发出来，使用基因工程技术，让山羊的羊奶含蜘蛛丝同样的蛋白质。再然后把挤出来的奶凝固纺织成一个材料，可比钢铁坚强十倍。